# مشان
مشان (به عربی: مشان) یک منطقهٔ مسکونی در لبنان است که در شهرستان جبیل واقع شده‌است. مشان ۲٫۰۸ کیلومتر مربع مساحت دارد.